# 坂本新兵
坂本 新兵（さかもと しんぺい、本名・佐藤 親広、1935年〈昭和10年〉4月16日 - 1996年〈平成8年〉6月30日）は、日本の俳優、声優、歌手。別名：トシゴロ亭ニキビ。愛称はシンペイちゃん。

## 人物
東京都出身。私生児として生まれたこともあって、青年期に荒れた生活を送った時期があると言われるが、立ち直って俳優となった。自らの経験を無駄にしないため、俳優として活躍していた時期から、犯罪を犯した少年を導く保護司として活動を行っていたことは広く知られている。
フジテレビ系の子供番組『ママとあそぼう!ピンポンパン』などで「シンペイちゃん」と呼ばれお茶の間の人気者となる。

## 来歴
1935年（昭和10年）、東京都新宿区で生まれる。私生児として生まれるが、取り上げてくれた産婆がそれでは可愛そうだと、形だけ自分の戸籍に入れてくれた。本人はそれを知らず、実母と母一人子一人の暮らしをしていたが、産婆が亡くなったことで初めて知ることになる。小学3年生の頃、実母が結婚したことを機に、養子という形で実母の戸籍に入る。本名の佐藤は実母の結婚相手の姓である。
戦時中は茨城県の小学校に疎開。坂本の著書『ボクはぬくもり配達人』には東京に戻って新宿区立落合第二小学校を卒業とあるが、同『ピンポンパン新兵のひとりごと』には1949年（昭和24年）3月に茨城県那珂郡塩田村（現・常陸大宮市）第六小学校卒業とある。
1949年4月、東京都新宿区立落合第二中学校に入学し、1951年（昭和26年）3月に卒業する。1951年4月、早稲田大学工業高等学校 土木課に入学。16歳 - 17歳の頃にラジオで落語を聞き、お笑い芸人に憧れる。当時、民放テレビで放送されていた素人が出演する落語・漫才の「のど自慢」的番組にトシゴロ亭ニキビの名前で度々出演し、放送局荒らし、素人寄席荒らしなどの異名をとる。
素人出演番組で出演を断られたことを機に、当時は「神様」のようなコメディアンだったパン猪狩に弟子入りする。猪狩はよく舞台をすっぽかすが、これは弟子を舞台に上げるための方便で、坂本も師匠の代役をつとめることがあった。
1954年（昭和29年） 、早川雪州映画技術研究所に入所する。1956年（昭和31年）、東京アナウンスアカデミー入学。また、東京テレビ研究所、などでも本格的な役者・タレントの勉強をする。劇団東芸、劇団新芸など、多数の劇団に所属したことがある。
1955年3月に高校を卒業後、日本大学法学部に入学するが中退。
芸名の「新兵」は渥美清とのやりとりから生まれたものである。売れない役者時代、テレビ局を回り自分を使ってくれるよう頼み込むが、その際に渥美は名刺代わりの紙に「自分を元帥にしてください」と書いたが、坂本は「渥美ちゃんは元帥からいくのか。よし、オレは"新兵"からいくぞ」と、芸名を坂本新兵として売り込んだ。姓の坂本には大した意味はなかったという。
ある時、NHKに売り込みに行くと、『びっくりスコープ』という番組でタレントが遅刻してリハーサルに間に合わなかった。困ったディレクターが坂本をリハーサルのみの代役に使った。これがもとで同番組のレギュラーとなる。子供番組のホストとして評判が高まり、『おはよう!こどもショー』、『ママとあそぼう!ピンポンパン』などでも、ホスト役として出演する。
1969年（昭和44年）11月に結婚。3年後に長男に恵まれる。
1974年（昭和49年）12月、保護司の辞令を受け、保護司となる。委嘱状の日付は「昭和50年3月」。坂本は喜劇役者として、それまでも刑務所等を慰問していたが、子供番組のホストとして有名になると少年院で子供たちのために何か話して欲しいと頼まれるようになった。そのうち法務省から保護司委嘱の話がある。坂本は広報用のタレント保護司になることをよしとせず、本名の佐藤親弘の名前で保護司の活動を始める。芸能界では木暮実千代についで二番目の保護司だった。
1996年（平成8年）6月30日、心不全のため東京都内の病院で死去（満61歳没）。火葬は落合斎場で行われた。

## 主な出演作品

### ドラマ
1957年
- ぽんぽこ物語
- 矢車剣之助（日本テレビ）

1959年
- タツノコ太郎（TBS）
- 鉄腕アトム 第五部（1959年 - 1960年、気体人間）

1960年
- 熱血カリタス（1960年 - 1961年、TBS）
- この光は消えず「からくり儀右衛門」（1960年11月24日、NHK、六助）

1963年
- もうれつ先生（1963年 - 1966年、フジテレビ）
- 乞食と若様（TBS、12回）

1968年
- エプロンおばさん 第2期（第47話）

1969年
- ケンちゃんシリーズ（1969年 - 1982年、巡査）

1971年
- 帰ってきたウルトラマン（第29話、よし子の父）

1973年
- 雑居時代（第1話、巡査）

1980年
- ウルトラマン80（第34話、山田高夫）

1982年
- 銭形平次（第829話）
- 少年刑務所 母と子の遠い道程（1982年、日本テレビ）
  - 坂本の体験をドラマ化したもの。二年間構想を練り原案を作ったという。

1984年
- 木曜ゴールデンドラマ 愛と憎しみの断崖

### 人形劇
- コーサラの玉子（昭和39年、TBS、13回）[15]
- チロリン村とくるみの木（NHK）
- ひょっこりひょうたん島（コック長、トーヘンボク）

### 映画
- 陽のあたる坂道（1975年、東宝）
- はだしのゲン（1976年） - 岸先生

### テレビアニメ
1963年
- 鉄腕アトム（中村警部）
- 鉄人28号 (テレビアニメ第1作)

1964年
- 狼少年ケン

1965年
- 怪盗プライド

1973年
- 冒険コロボックル（クスクス）

### 劇場アニメ
1970年
- チュウチュウバンバン（バックミュラー）

### 吹き替え（海外アニメ）
1959年
- 進め!ラビット（1959年 - 1960年）

1972年
- ドボチョン一家の幽霊旅行（ブッチン）

### バラエティー・教育番組
- 赤白パネルマッチ
- あつまれ!クイズショー
- スター変身!
- ドレミファ船長（NHK教育） - スイスイ
- ママとあそぼう!ピンポンパン（フジテレビ）
- おはよう!こどもショー（日本テレビ）[16][17]
- びっくりスコープ（NHK総合、昭和33年）
- はてな劇場（NHK総合、昭和33年〜）
- 不思議なパック（NHK、昭和35年）
- ものしりカレンダー（NHK、ものしり博士ケペル先生、昭和35〜）
- 仲よし広場（NHK、昭和36年〜）
- 魔法のじゅうたん（NHK総合、昭和36〜40年）
- 学校放送 大きくなる子（NHK教育、昭和36年）
- 幼稚園番組 できたできた（NHK、昭和36年ごろ） - 近所の魚屋さん
- 子供名作座 あすをつげる鐘（NHK）
- ぼくらは名探偵（NHK、昭和37年〜）
- マンガ学校（NHK、昭和39年〜）
- 危険信号（NHK）
- ジェスチャー（NHK）
- 一丁目一番地（NHK）
- じょうずな話し方（NHK、昭和41年）
- テレビのおばちゃま（日本テレビ、昭和32〜40年頃まで）
- ちえのわくらぶ（TBS、昭和37〜44年）[18]
- 歌うおもちゃ箱（フジテレビ、昭和34年）
- おはようチンパン（フジテレビ、昭和36〜38年、チンパンジーの声）
- 学校放送・道徳（テレビ朝日）
- 理科の時間（テレビ朝日）
- 百万人の英語（テレビ朝日）
  - 1960年代の日本教育テレビ（NET。現在のテレビ朝日）の英語番組で、講師のJ・B・ハリスの相手役を務めていた（当時、旺文社がNETの株主であったため、夏休みなどに1週間ほど教育番組が放送された）。
- クイズ大作戦（テレビ朝日）
- はてな放送局（テレビ東京、昭和39年、子供番組）
- 科学の絵本（テレビ東京、昭和39年、30分子供番組）
- 動物の国 (東京12チャンネル)（テレビ東京、昭和40年、子供番組）
- 夜の大作戦（テレビ東京、昭和46年）
- ザ・ロンゲストショー（テレビ東京、昭和48年から7年間、昼の5時間ワイドショー）
- 夕やけニャンニャン（フジテレビ、1985年） - 木曜レギュラー「お姉さん教えて」相談コーナー相談員

### ラジオ
- 日産ラジオスペシャル（ニッポン放送）
- 歌謡大行進
- 素人奇席

### CM
- 東ハト
- カネヨ石鹸「ちびっ子」

## 音楽作品
- アパッチ野球軍 エンディングテーマ-「みんなみんな」(作詞 - 花登筺 / 作曲 - 服部公一)

## 関連人物
- パン猪狩（坂本の師匠）

## 著書・参考文献
- 『ピンポンパン新兵のひとりごと』瀬戸出版、1982年12月。
- 『ボクはぬくもり配達人 : 保護司・坂本新兵』主婦の友社、1986年7月30日。NDLJP:12016712。